# عقدة آل عفيف (القطن)
'

تعديل مصدري - تعديل

عقدة ال عفيف هي إحدى قرى عزلة القطن بمديرية القطن التابعة لمحافظة حضرموت، بلغ تعداد سكانها 49 نسمة حسب تعداد اليمن لعام 2004.